# Eupolemos
Eupolemos (II wiek p.n.e.) – grecki historyk żydowski, autor zaginionego dzieła „O królach Judei”. Według niego kultura egipska wywodzi się od patriarchów żydowskich.
Eupolemos jest wymieniony przez Józefa Flawiusza Contra Apionem (I,23). Choć jego dzieło zaginęło cytuje go Euzebiusz  z  Cezarei (Praep.  Evang.  9,25-39) oraz Klemens Aleksandryjski, który przytacza niewielkie fragmenty (Stromata I,141.1-4). Dokumenty te zawierają dwa tytuły dzieł Eupolemosa: „O królach Judei” oraz „Proroctwo Eliasza” przy czym ten drugi uważany jest za część pierwszego dzieła.
Eupolemos jest dwukrotnie wspomniany w deuterokanonicznych Księgach Machabejskich (1Mch 8,17 oraz 2Mch 4,11). Według tych zapisów był synem Jana i wnukiem Akkosa. Wraz z Jazonem synem Eleazara został posłany przez Judę Machabeusza do Rzymu z poselstwem zawarcia paktu przyjaźni między Machabeuszami a Rzymem. Poselstwo dotarło do Rzymu w roku 161 p.n.e. i zakończyło się sukcesem. 
We fragmentach tych Eupolemos uważał m.in. że Mojżesz był pierwszym mędrcem i to on jako pierwszy dał Żydom alfabet. Natomiast Fenicjanie otrzymali go od Żydów i przekazali Grekom (Klemens Aleksandryjski, Stromata I, 23.153.4).
Dzieło Eupolemosa „O królach Judei” ma charakter apologiczny. Jednak miało ono raczej charakter umiarkowany gdyż było cytowane również przez pogańskiego pisarza Aleksandra Polihistora.